# Schwäbisches Keuper-Lias-Land
Das Schwäbische Keuper-Lias-Land ist die naturräumliche Haupteinheitengruppe 10 in Südwestdeutschland. Sie liegt fast komplett in Baden-Württemberg, ein kleiner Teil im äußersten Osten, das Nördlinger Ries um Nördlingen liegt in Bayern.
Die Landschaft umfasst den südwestlichsten Teil des Keuperberglandes sowie die separierenden Lias-Senken, welche sich unmittelbar nördlich an die Schwäbische Alb (09) und östlich an die Gäuplatten im Neckar- und Tauberland (12) anschließen. Zusammen mit dem sich nordöstlich anschließenden Fränkischen Keuper-Lias-Land (11) bildet es eine naturräumliche Großregion 3. Ordnung.

## Naturräumliche Gliederung
Das Schwäbische Keuper-Lias-Land teilt sich auf in die nachfolgend aufgezählten, dreistellig nummerierten Haupteinheiten (dreistellig) und Untereinheiten (Nachkommastellen):
- 10 (=D58) Schwäbisches Keuper-Lias-Land
  - 100 Vorland der westlichen Schwäbischen Alb
    - 100.1 Prim-Albvorland
    - 100.2 Mittlerer Teil des Westlichen Albvorlandes
      - 100.20 Die Keuperrandhügel des Kleinen Heubergs
      - 100.21 Der Kleine Heuberg
      - 100.22 Schlichem- und Eyach-Albrandbuch

    - 100.3 Ostflügel des Westlichen Albvorlandes
      - 100.30 Starzel-Albvorland
      - 100.31 Das Killertal und seine Albvorberge

  - 101 Vorland der mittleren Schwäbischen Alb
    - 101.1 Westflügel des Mittleren Albvorlands
      - 101.10 Die Steinlach
      - 101.11 Die Steinlach-Albvorberge

    - 101.2 Mittleres Vorland der mittleren Schwäbischen Alb
      - 101.20 Echaz-Albvorland
      - 101.21 Echaz-Randbucht
      - 101.22 Erms-Steinach-Albvorland
      - 101.23 Neuffen-Vorberge

    - 101.3 Ostteil des Mittleren Albvorlands
      - 101.30 Kirchheimer Becken
      - 101.31 Lauter-Lindach-Randbucht
      - 101.32 Notzinger Platte
      - 101.33 Schlierbacher Platte
      - 101.34 Filsalbvorberge

  - 102 Vorland der östlichen Schwäbischen Alb
    - 102.0 Albuchvorland
      - 102.00 Rehgebirgsvorland
      - 102.01 Rehgebirge
      - 102.02 Liasplatten über Rems und Lein
      - 102.03 Frickenhofer Höhe
      - 102.04 Welland

    - 102.1 Härtsfeldvorland
      - 102.10 Platte von Neuler
      - 102.11 Goldshöfer Terrassenplatten
      - 102.12 Pfahlheim-Rattstädter Liasplatten
      - 102.13 Hügelland von Baldern
      - 102.14 Westliche Riesvorhöhen

  - 103 Ries
    - 103.0 Inneres Ries
      - 103.00 Westries
      - 103.01 Ostries

    - 103.1 Ries-Randhöhenzone
      - 103.10 Westliche Riesrandhügel
      - 103.11 Südliche Riesrandberge
      - 103.12 Östliche Riesrandhügel

  - 104 Schönbuch und Glemswald
    - 104.1 Schönbuch
      - 104.10 Tübinger Stufenrandbucht
      - 104.11 Rammert
      - 104.12 Südlicher Schönbuch
      - 104.13 Walddorfer Platten
      - 104.14 Holzgerlinger Platte
      - 104.15 Nördlicher Schönbuch

    - 104.2 Glemswald
      - 104.20 Innerer Glemswald
      - 104.21 Glemswald-Randhöhen

  - 105 Stuttgarter Bucht
    - 105.1 Neckartrichter
    - 105.2 Nesenbachbucht (Stuttgarter Kessel)
    - 105.3 Feuerbachbucht
    - 105.4 Stuttgart-Ostheimer Randhöhen

  - 106 Filder
    - 106.1 Schönbuchfilder
      - 106.10 Grötzinger Platte
      - 106.11 Harthauser Sattel
      - 106.12 Innere Fildermulde
      - 106.13 Nördlicher Fildersattel

    - 106.20 Nürtinger-Esslinger Neckartal
    - 106.30 Schurwaldfilder

  - 107 Schurwald und Welzheimer Wald
    - 107.0 Schurwald
    - 107.1 Remstal
      - 107.10 Mittleres Remstal und Schorndorfer Becken
      - 107.11 Oberes Remstal

    - 107.2 Berglen
    - 107.3 Welzheimer Wald
      - 107.30 Vorderer Welzheimer Wald
      - 107.31 Welzheim-Alfdorfer Platten
      - 107.32 Hinterer Welzheimer Wald

  - 108 Schwäbisch-Fränkische Waldberge
    - 108.0 Murrhardter Wald und Murrtal
      - 108.00 Murrhardter Wald
      - 108.01 Murrtal

    - 108.1 Löwensteiner Berge
      - 108.11 Sulmer Bergebene
      - 108.12 Weinsberger Tal
      - 108.13 Heilbronner Berge
      - 108.14 Südwestliche Löwensteiner Berge

    - 108.2 Gaildorfer Becken
    - 108.3 Waldgebiet am Mittleren Kocher
      - 108.30 Kirnberger Wald
      - 108.31 Sulzbacher Wald
      - 108.32 Sulzbacher Kochertal

    - 108.4 Mainhardter Wald
      - 108.40 Vorderer Mainhardter Wald
      - 108.41 Hinterer Mainhardter Wald

    - 108.5 Waldenburger Berge
    - 108.6 Limpurger Berge und Randhöhen
      - 108.60 Limpurger Berge
      - 108.61 Fischbacher Bucht und Randhöhen

    - 108.7 Ellwanger Berge und Randhöhen
      - 108.70 Ellwanger Berge
      - 108.71 Burgberg-Vorhöhen und Speltachbucht